# 弗亞佐韋茨 (赫梅利尼茨基州)
49°54′41″N 26°11′2″E / 49.91139°N 26.18389°E
弗亞佐韋茨（羅馬化：Viazovets）是烏克蘭西部的村莊，隸屬赫梅利尼茨基州的舍佩蒂夫卡區。該村處於戈倫河畔，面積0.27平方公里，2023年人口715。